# John Pope (generał)
John Pope (ur. 16 marca 1822, zm. 23 września 1892) – zawodowy oficer US Army, a w czasie wojny secesyjnej generał Armii Unii. Dobrze, ale krótko zapisał się na zachodnim teatrze wojny, a najbardziej zapamiętana została jego porażka w II bitwie nad Bull Run na wschodzie. Po wojnie uczestniczył w rekonstrukcji Południa i walkach z Indianami.

## Młodość
Pope urodził się w Louisville, w stanie Kentucky, jako syn Nathaniela Pope’a, znanego sędziego na tzw. „Terytorium Illinois”, zaprzyjaźnionego z młodym prawnikiem Abrahamem Lincolnem. Był przyrodnim bratem Manninga Force’a i dalekim kuzynem Mary Todd Lincoln. Ukończył Akademię Wojskową Stanów Zjednoczonych w West Point w roku 1842 i otrzymał – w stopniu podporucznika – przydział do Korpusu Topograficznego. Służył na Florydzie, a następnie pomagał w kartowaniu północno-wschodniego pogranicza z Kanadą. Walczył pod rozkazami Zahary’ego Taylora w bitwach pod Monterrey i Buena Vista w czasie wojny z Meksykiem, w trakcie której został awansowany na porucznika, a następnie na kapitana. Po wojnie Pope pracował jako geodeta wojskowy w Minnesocie. W roku 1850 dowiódł żeglowności Red River. Służył jako naczelny inżynier Departamentu Nowego Meksyku w latach 1851–1853, a pozostałe lata przed wybuchem wojny secesyjnej spędził, wytyczając szlak dla linii „Pacific Railroad”.

## Wojna secesyjna
Gdy Abraham Lincoln został wybrany prezydentem Stanów Zjednoczonych, Pope został – jako jeden z czterech oficerów – wyznaczony do eskortowania prezydenta-elekta do Waszyngtonu. Złożył Lincolnowi propozycję zostania u jego boku jako doradca, ale 14 czerwca 1861 roku został mianowany generałem brygadierem formacji ochotniczych i skierowany do Illinois z zadaniem zaciągu ochotników.
Na początku wojny Pope zmusił siły konfederatów dowodzonych przez Sterlinga Price’a do wycofania się na południe, przy czym 18 grudnia wziął 1200 jeńców w mało znaczącym starciu pod Blackwater w Missouri. Gen. mjr Henry W. Halleck mianował go 23 lutego 1862 roku dowódcą „Armii Missisipi”. Na czele 25 000 żołnierzy miał usunąć postawione przez konfederatów w nurcie Missisipi zapory. Dokonał zaskakującego konfederatów zagonu na New Madrid, Missouri i zdobył je 14 marca. Następnie przeprowadził kampanię mającą na celu zdobycie wyspy nr. 10, silnie ufortyfikowanego posterunku obsadzonego przez 12 000 żołnierzy z 58 działami. Saperzy Pope’a przekopali kanał, który pozwolił kanonierkom kpt. Andrew H. Foote’a opłynąć wyspę i wysadzić desant na tyłach obrońców, którzy w tej sytuacji kapitulowali 7 kwietnia 1862 roku, a tym samym żegluga na Missisipi została udostępniona flocie unionistów aż po Memphis w stanie Tennessee.
Wyjątkowe osiągnięcia Pope’a nad Mississippi spowodowały jego nominację na generała majora, antydatowaną 21 marca 1862. Podczas oblężenia Corinthu dowodził lewym skrzydłem armii Hallecka, ale wkrótce – rozkazem Lincolna – został przeniesiony na wschód. Po zakończeniu nieszczęsnej kampanii półwyspowej McClellana Pope został mianowany dowódcą Armii Wirginii złożonej z sił rozproszonych po dolinie Shenandoah i północnej Wirginii.
Pope chciał pokazać swoją wyższość nowym żołnierzom pod jego dowództwem, co nie mogło się podobać. 14 lipca wydał zadziwiający rozkaz skierowany do armii:

Spróbujmy zrozumieć się nawzajem. Przybyłem do was z zachodu, gdzie zawsze oglądaliśmy plecy naszych nieprzyjaciół; z armii, której głównym zajęciem było szukać nieprzyjaciela i odszukanego pobić; której polityką był atak, nie obrona. W żadnym przypadku nieprzyjaciel nie miał możliwości zepchnąć naszej armii do defensywy. Rozumiem, że zostałem wezwany tutaj, by wprowadzić taki sam system i poprowadzić was na nieprzyjaciela. Moim zamiarem jest uczynić tak, i to szybko. Jestem pewien, że jesteście w stanie osiągnąć możliwość stania się wyjątkowym wojskiem i ja chcę wam w tym pomóc. Tymczasem życzę sobie, byście wyrzucili ze swych umysłów pewne zdania, które z przykrością znajduję w waszym języku. Słyszę bez przerwy o „zajęciu mocnej pozycji i bronieniu jej”, o „liniach odwrotu” i o „bazach zaopatrzeniowych”. Odrzućmy je. Najsilniejszą pozycją, jaką żołnierz powinien pragnąć zająć, jest ta, z której najłatwiej jest zaatakować nieprzyjaciela. Zacznijmy studiować możliwe linie odwrotu przeciwników, a nasze własne pozostawmy im samym. Zacznijmy patrzeć przed, nie za siebie. Sukces i sława są w ataku, porażka i hańba w odwrocie. Zacznijmy myśleć w ten sposób, a łatwo przewidzieć, że wasze sztandary wkrótce ozdobione zostaną wieloma zaszczytami, a wasze nazwiska na zawsze zostaną we wdzięcznej pamięci ziomków.

Pyszałkowaty generał, mimo wcielenia do Armii Wirginii oddziałów z Armii Potomaku McClellana, co zwiększyło jego siły do 70 tysięcy, nie miał większych szans wobec stającego naprzeciwko konfederackiego generała, Roberta E. Lee. Lee, słusznie przypuszczając, że Pope jest niezdecydowany i chwiejny, podzielił swoją mniejszą (55 tysięcy) armię, rzucając gen. mjr. Thomasa J. „Stonewall” Jacksona z 24 000 ludzi (jako dywersję) w kierunku Cedar Mountain, gdzie Jackson pobił podwładnego Pope’a, Nathaniela Banksa. Gdy Lee ruszył w kierunku Pope’a na czele reszty armii, Jackson skręcił na północ i zajął główną bazę zaopatrzeniową Pope’a w Manassas Station. Zdezorientowany i nie potrafiący znaleźć głównych sił nieprzyjaciela Pope wpakował się w pułapkę zastawioną nad Bull Run. Jego ludzie wytrzymali kombinowany atak Jacksona i Lee 29 sierpnia 1862 roku, ale następnego dnia gen. mjr James Longstreet uderzył niespodziewanie na skrzydło, skutkiem czego Armia Wirginii została rozbita i zmuszona do odwrotu.
Pope został pozbawiony dowództwa 12 września, a niedobitki jego armii zostały wcielone do Armii Potomaku McClellana. Resztę wojny spędził na tyłach, w północno-zachodniej Minnesocie, mając coś wspólnego z wojną z Dakotami w 1862 roku. Kilka miesięcy zwycięskiej kampanii na zachodzie opłaciło się jednak; został mianowany 30 stycznia 1865 roku komendantem „Military Division of the Missouri” (później przemianowanej na Departament Missouri), a 13 marca, za zwycięstwo w walce o wyspę nr. 10, został generałem majorem armii regularnej USA.

## Po wojnie
W kwietniu 1867 roku, Pope został mianowany gubernatorem rekonstruowanego Trzeciego Okręgu Wojskowego i założył swą główną kwaterę w Atlancie w stanie Georgia. Podejmował kontrowersyjne decyzje zezwalając Afroamerykanom być ławnikami, polecając burmistrzowi miasta – mimo upływu kadencji – pozostać na urzędzie kolejny rok i zakazując lokalnym gazetom zamieszczania ogłoszeń sprzecznych z rekonstrukcją. Prezydent Andrew Johnson zdymisjonował go 28 grudnia 1867 roku, zastępując George’em G. Meade’em.
Pope wrócił na zachód, gdzie brał udział w wojnach z Apaczami. Miał przeciwników politycznych w Waszyngtonie, bowiem uważał, że rezerwaty indiańskie byłyby lepiej administrowane przez armię niż skorumpowane Biuro do spraw Indian. Kontrowersje wywołały jego wezwania do lepszego traktowania Indian.
Reputacja Pope’a doznała poważnego uszczerbku w roku 1879, kiedy komisja śledcza prowadzona przez gen. mjr. Schofielda uznała, że Pope był głównym odpowiedzialnym za straty pod Bull Run. Sprawozdanie komisji określiło Pope’a jako nierozważnego i w niebezpieczny sposób niedoinformowanego o przebiegu bitwy.
Niezależnie od tego John Pope utrzymał stopień generała majora i przeszedł na emeryturę w roku 1886. Zmarł w Żołnierskim Domu Opieki w pobliżu miejscowości Sandusky w Ohio. Został pochowany na cmentarzu Bellefontaine w St. Louis w stanie Missouri.